# 希臘魮
希臘魮（学名：Luciobarbus graecus）为輻鰭魚綱鯉形目鲤科的其中一種。分布於歐洲希臘及阿爾巴尼亞，被IUCN列為瀕危保育類動物，體長可達50公分，棲息在礫石底質的平原溪流，受外來種及汙染的威脅，可做為食用魚。